# Hegyi árnika
A hegyi árnika vagy egyszerűen csak árnika (Arnica montana) a fészkesvirágzatúak (Asterales) rendjébe és az őszirózsafélék (Asteraceae) családjába tartozó faj. Az árnika nemzetségnek közel harminc faja közül csak kettő él Európában; ezek közül az egyik a hegyi árnika, Európa, Ázsia és Észak-Amerika magasabb hegyvidékeinek gyógynövénye. Magyarországon védett, bár 1999-re kipusztult. Újabban szaporításával és a természetes élőhelyére való visszatelepítésével Markovics Tibor foglalkozik.

## Elnevezései
Diószegi Sámuelnél kappanőr, Tompa Mihálynál árnyékfű, Benkőnél olasz utifű, Horvátországban az anyagyökeret a nép is Aster montanus-nak nevezi.
Népies nevei: angyalital, anyagyökér, kappanfű, máriafű, olaszútifű, angyalital-gyökér, Szent János virága, lúgfű, máriafű, luciánfű, hájvirág.[forrás?]

## Élőhelye, előfordulása
A hegyi árnika mészkerülő faj, hegyi réteken, erdőszéleken, szőrfű-gyepekben nő. Magyarországon a Soproni-hegység területén a Hidegvíz-völgyben (Soproni Tájvédelmi Körzet), a Kőszegi-hegységben (Kőszegi Tájvédelmi Körzet) és a Vendvidéken Szakonyfalu, Kétvölgy és Alsószölnök mellett (Őrségi Nemzeti Park) ismerték előfordulásait, azonban ezekről a helyekről 1999-re kipusztult. Markovics Tibor a Kőszegi-hegységbe telepített vissza példányokat, melyek közül 2011-re mintegy tíz egyed megmaradt.

## Leírása
Többnyári növény, magassága 30–60 cm, gyöktörzzsel tenyészik. Az alsóbb levelek 5–15 cm hosszúak, 2–5 cm szélesek, visszás-tojásdad alakúak és tőlevélrózsát alkotnak. A felsőbb szárlevelek ülők, a száron átellenesen helyezkednek el, hosszúkás-lándzsás vagy elliptikus alakúak, tompák, kissé húsosak, csaknem kopaszak, épek, szélük többnyire ép vagy ritkán kissé fogazott. A száron fejlődő, összességében sárga–narancssárga színű, 1–5 fészekvirágzat májustól júliusig virít, az esetleges másodvirágzás augusztusig eltart. A fészkek átmérője a sugárvirágok nélkül 1,5–4 cm. A fészek belső részét alkotó fészekpikkelyek és kocsányok többnyire vörösessárga színűek, rövid és puha, mirigyes szőrökkel bozontosak. A bibék felfelé megvastagodnak és kúp alakú csúccsal végződnek. A sugárvirágok szálas-hosszúkásak és sötétsárgák. Szőrös kaszattermés fejlődik a termőkből.
A rokon nemzetségek hozzá hasonló megjelenésű fajainak, mint például a magyar zergevirág (Doronicum hungaricum) vagy a fűzlevelű ökörszem (Buphthalmum salicifolium) szárlevelei szórt állásúak, így könnyen megkülönböztethetők tőle.

## Tartalmi anyagai
A növény arnicint, szeszkviterpén-laktonokat (helenalint, dihidrohelenalint), flavonoidokat, illóolajat, cserzősavat tartalmaz.

## Gyűjtése
Vadon növő példányainak gyűjtése tilos, mert védett! Termesztése és a szaporítóanyag beszerzése az Országos Környezetvédelmi és Vízügyi Felügyelőség engedélyével lehetséges.
A növény virágzatát használják gyógyteakészítésre. A növény a magasabb hegyvidékeken június, július folyamán virágzik, ekkor a legnagyobb a tartalmi anyagok koncentrációja.

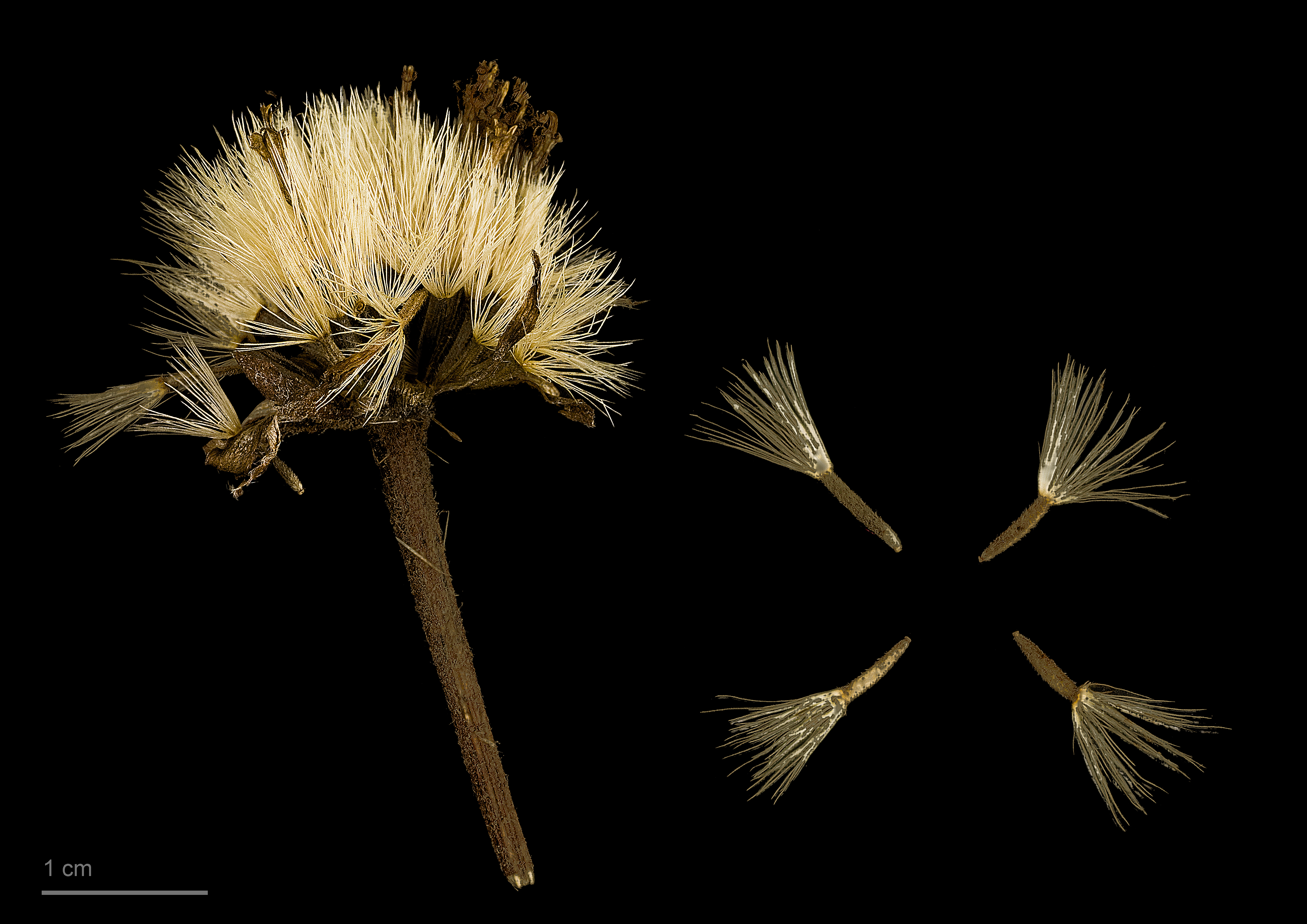
Arnica montana

## Felhasználása
Alkalmazása tilos, szerepel az OGYÉI tiltólistáján.
Fűszer- és gyógynövény. Az árnikából már a XVI. században előállítottak olyan kivonatokat, amelyeket egyaránt használtak külsőleg és belsőleg különféle betegségek kezelésére.
Orvosilag azelőtt leginkább mint izgatószert használták, főleg lázas bántalmak miatt kimerült embereknél. Gyakran házi szerként használták zúzott, enyhén gyógyuló, vagy üszkös sebek borogatására, leginkább a belőle készült tea vagy tinktúra alakjában.
A hegyi réteknek dísze, és népgyógyászati növény, ezért néhol kertben is tartják. Virága (flores Arnicae) és a gyökere (radix Arnicae) erős és kellemetlen fűszerszagú, keserű-csípős ízű. Régebben idegbetegség ellen hathatós izgatószernek használták, sőt külsőleg köszvény, törés, bénulás, általában minden mechanikai ok következtében támadt baj (lelki megrázkódtatás stb.) ellen, de belsőleg ma már nem használatos. Ellenben az Arnicae-tinctura régebben sok betegség ellen nagyra becsült orvosság volt, ezekre a hatásokra azonban semmilyen bizonyíték nincsen.

### Gyógyászat
- Drog: a hegyi árnika drogja a virágzat, több gyógyszerkönyvben hivatalos Arnicae flos néven. A drog az egész vagy részben széttöredezett, szárított virágzatból áll.
- Tartalmi anyagai: pszeudoguaján típusú szeszkviterpénlaktonok (azaz pszeudoguajanolidok) 0,3–1,0% (kizárólag helenalin típusúak); flavonoidok 0,4–0,6% (flavon és flavonol, szabad és glikozidos formában); illóolaj 0,2–0,35% (mely áll 40–50% zsírsavból, kb. 9% n-alkánból, timolszármazékokból valamint mono- és szeszkviterpénekből).
- Alkalmazás formája: csak külsölegesen; tinktúra (50–70%-os alkoholos kivonat), forrázat vagy félszilárd topikális készítmények.
- Adagolás: az érintett területet napi 2–4 alkalommal kell bekenni a félszilárd készítménnyel (krémmel) vagy a vízzel ötszörös térfogatúra hígított tinktúrával. Szemmel, nyálkahártyákkal, sérült bőrrel, mellbimbóval való érintkezést kerülni kell. Nem szabad rá kötést helyezni.
- Hatása: a hegyiárnika-virágzatnak nincs bizonyított gyógyhatása.
- Javallat: a népgyógyászatban zúzódások, rándulások és helyi izomfájdalom csillapítására használják, használata kizárólag a régóta fennálló hagyományokon alapszik. Ha a tünetek romlanak, vagy 3–4 nap után sem javulnak, orvoshoz kell fordulni.
- Ellenjavallat: fészkesvirágzatúakkal szembeni allergia. Túlérzékenységi vagy allergiás tünetek fellépése esetén abba kell hagyni a használatát. Adása 12 éven aluli gyermekeknek nem javasolt.
- Kölcsönhatás más gyógyszerekkel: nem ismert.
- Hatása a termékenységre, terhességre és tejelválasztásra: nincsenek biztonságossággal kapcsolatos adatok, ezért terhesség és szoptatás idején adagolása nem javallott.
- Hatása gépkocsivezetésre és veszélyes üzem kezelésére: nem végeztek tanulmányokat.
- Mellékhatások: Különösen allergiás hatások. Sérült bőrön (pl. sérülések, lábszárfekély stb.) való tartós alkalmazás esetén viszonylag gyakran fellép hólyagképződéssel kísért ödémás bőrgyulladás, ezen kívül ekcéma.
- Túladagolás: egyetlen túladagolásos eset sem ismert.

## A faj védelme és fenntartása
Markovics Tibor az Őrségi Nemzeti Park fennhatósága alá tartozó Chernel-kertben több hazai védett növényfaj szaporításával is foglalkozik, így a hegyi árnikával is. Az árnikamagokat az ausztriai Pinkafőről szerzi be. 2011-ig mintegy 15 példányt telepített ki a Kőszegi-hegységbe, s a kétharmaduk életben maradt. Virágoznak, s bár magjaik csíraképesek, szaporodásukat mindeddig nem tapasztalta. A Chernel-kertbe ültetett példányok egy részének gyökérzetét, egy rágcsáló elpusztította. A megmaradt példányok gyökérzetét védőhálóval vették körbe. Azóta nem történt további pusztulás.